# محسن میلاد
محسن میلاد عضو تیم ملی قایقرانی ایران در دوره‌های ششم الی یازدهم مسابقات قهرمانی آسیا و اولین مدال آور جمهوری اسلامی ایران در بازهای آسیایی بود.

## ششمین دوره مسابقات قهرمانی آسیا(۱۳۷۴–۱۹۹۵) سی شوآن-چین
تورینگ دونفره۵۰۰ متر- محسن میلاد و علیرضا سهرابیان - مدال نقره

## هشتمین دوره مسابقات قهرمانی آسیا(۱۳۷۸–۱۹۹۹) چندو-چین
کایاک دونفره ۲۰۰متر- محسن میلاد و علیرضا محمدی- مدال نقره
کایاک چهارنفره ۲۰۰متر- علیرضا محمدی، محسن میلاد، نادر هدایتی و حسین فتحعلی زاده- مدال نقره

## نهمین دوره مسابقات قهرمانی آسیا(۱۳۸۱–۲۰۰۲) دریاچه آزادی تهران-ایران
کایاک دونفره ۵۰۰متر بزرگسالان- محسن میلاد و بابک ثمری- مدال برنز
کایاک دونفره ۲۰۰متر بزرگسالان- محسن میلاد و نادرعیوضی - مدال نقره

## دهمین دوره مسابقات قهرمانی آسیا(۱۳۸۲–۲۰۰۳) بوپال-هند
کایاک دونفره ۵۰۰متر بزرگسالان- محسن میلاد و بابک ثمری - مدال طلا

## یازدهمین دوره مسابقات قهرمانی آسیا(۱۳۸۴–۲۰۰۵)مالزی
کایاک دونفره ۵۰۰متر بزرگسالان- محسن میلاد و بابک ثمری - مدال برنز